# Perfumeのドッキ・ドキ・オンエア
Perfumeのドッキ・ドキ・オンエア（パフュームのドッキ・ドキ・オンエア）は2004年8月6日から2006年3月31日まで毎週金曜24:30 - 25:00に中国放送（RCCラジオ）で放送されていたラジオ番組。

## 概要
- Perfumeがパーソナリティを務めた、トークを中心としたラジオ番組。

## 放送期間
- 2004年8月6日～2006年3月31日 通常放送（放送時間：30分）
- 2006年4月4日 春のスペシャル（放送時間：1時間）
- 2022年8月1日 『Perfumeのドッキ・ドキ・オンエア・リターンズ』（放送時間：1時間） RCC開局70周年記念特別番組として16年ぶりの一夜限りで放送。

## 主なコーナー
- ドッキ・ドキ Choice & Choice

メンバーの二人が一つのテーマをそって議論を進めていくコーナー。
最初はメンバーの三人で議論を進めていたが、途中から二人の対決方式に変わった。判定は司会を担当したメンバーが行うが、たまにリスナーに聞く場合もあった。
二人の対決方式になってから間も無く「アピールタイム」が追加になり、メンバーのそれぞれが10秒間の持ち時間内に自分の意見を言い合うようになった。10秒間の時間を計るのには『シークレットメッセージ』の間奏時に流れる「10･9･8･7･6･5･4 3,2,1 GO!」が使われていた。
負けた方に罰ゲームが追加になり、罰ゲームには「あ～ちゃんがコンビにお菓子を買い物に行く。」や「のっちがリスナーからのオリジナルソングにリズムを付けて歌う。」，「かしゆかが夜中の神社に行って、シングルの発売祈願をする。」などがあった。
- 絶対 ゆるせない。

テーマを元にリスナーから投稿された内容について、メンバーの3人が許せるか許せないで判定していくコーナー
テーマは「食べ物」，「ファッション」，「癖」に変わっていった。
メンバーの3人が許せないと判定した内容は3Perfumeとなって、投稿したリスナーにサイン入りポラがプレゼントされた。
- 絶対 笑える。

「絶対 ゆるせない。」の次に始まったコーナで、許せない事から笑える事に投稿内容が変更になり、メンバーの3人が笑えるか笑えないかで判定をしていくコーナー。始まりにお囃子が流れていた。
テーマは「癖」
- ドッキ・ドキ Pickup

メンバーの一人が一週間の中で一番ドキドキしたことを報告するコーナー。
かしゆかが司会の時はのっちが報告し、のっちが司会の時はあ～ちゃん、あ～ちゃんが司会の時はかしゆかの順で報告をしていた。

## 備考
- 司会はメンバーの3人が交代で行っていた。
- オープニングは『ジェニーはご機嫌ななめ』
- エンディングは『おいしいレシピ』，『引力』，『コンピュータドライビング』，『Perfume』
- リスナーのラジオネームはかしゆかの提案で番組ではドキドキネームと言っていた。
- 収録は東京で主に火曜日に行われていた。
- Perfumeのドッキ・ドキ・オンエアのリスナーは全国にいて、千葉や仙台でも聞かれていた。